# La Jacques-Cartier
Pour les articles homonymes, voir Jacques Cartier (homonymie).
La Jacques-Cartier est une municipalité régionale de comté du Québec (Canada) située dans la région administrative de la Capitale-Nationale, créée le 1er avril 1981. Son chef-lieu est la municipalité de Shannon. Elle est composée de 10 municipalités: 5 villes, 3 municipalités, 1 municipalité de cantons unis et 1 territoire non organisé. Elle fait partie, sauf son territoire non organisé, de la Communauté métropolitaine de Québec.

## Géographie

### Entités territoriales
La MRC est constituée de dix municipalités locales.
| Nom                                    | Statut                       | Population 2021 | Superficie (km2) | Densité (h/km2) | Ref. |
| -------------------------------------- | ---------------------------- | --------------- | ---------------- | --------------- | ---- |
| Fossambault-sur-le-Lac                 | Ville                        | 2 327           | 13,8             | 168,62          |      |
| Lac-Beauport                           | Municipalité                 | 8 164           | 64               | 127,56          |      |
| Lac-Delage                             | Ville                        | 771             | 2,1              | 367,14          |      |
| Lac-Saint-Joseph                       | Ville                        | 272             | 42,1             | 6,46            |      |
| Saint-Gabriel-de-Valcartier            | Municipalité                 | 3 223           | 441              | 7,31            |      |
| Sainte-Brigitte-de-Laval               | Ville                        | 8 468           | 110,4            | 76,7            |      |
| Sainte-Catherine-de-la-Jacques-Cartier | Ville                        | 8 442           | 122,7            | 68,8            |      |
| Shannon                                | Ville                        | 6 432           | 64,8             | 99,26           |      |
| Stoneham-et-Tewkesbury                 | Municipalité de cantons unis | 9 682           | 682,2            | 14,19           |      |
| Total                                  | Total                        | 47 813          | 3 321,2          | 14,4            |      |

## Démographie
La population est en forte augmentation depuis les années 2000, par effet d'étalement urbain en raison de sa proximité avec la ville de Québec.
| 1851  | 1981   | 1991   | 1996   | 2001   | 2006   | 2011   |
| ----- | ------ | ------ | ------ | ------ | ------ | ------ |
| 4 459 | 19 621 | 23 282 | 24 819 | 26 459 | 29 738 | 36 883 |

| 2016   | 2021   | - | - | - | - | - |
| ------ | ------ | - | - | - | - | - |
| 43 485 | 47 813 | - | - | - | - | - |

## Administration
| Période                                  | Période  | Identité          | Étiquette                                       | Qualité             |
| ---------------------------------------- | -------- | ----------------- | ----------------------------------------------- | ------------------- |
| 1982                                     | 1987     | Guy A. Paquet     | Maire de Lac-Beauport                           |                     |
| 1987                                     | 1992     | Paul-Guy Boucher  | Maire de Sainte-Catherine-de-la-Jacques-Cartier |                     |
| 1992                                     | 1994     | Jean-Pierre Soucy | Maire de Shannon                                | Enseignant          |
| 1995                                     | 2009     | Michel Giroux     | Maire de Lac-Beauport                           |                     |
| 2009                                     | 2012     | Jacques Marcotte  | Maire de Sainte-Catherine-de-la-Jacques-Cartier | Policier            |
| 2012                                     | 2013     | Michel Beaulieu   | Maire de Lac-Beauport                           |                     |
| 2013                                     | 2015     | Robert Miller     | Maire de Stoneham-et-Tewkesbury                 |                     |
| 2015                                     | 2017     | Louise Brunet     | Mairesse de Lac-Beauport                        |                     |
| 2017                                     | 2019     | Michel Beaulieu   | Maire de Lac-Beauport                           | Homme d'affaires    |
| 2019                                     | En cours | Claude Lebel      | Maire de Stoneham-et-Tewkesbury                 | Gestionnaire des TI |
| Les données manquantes sont à compléter. |          |                   |                                                 |                     |